# 소나큐브
소나큐브(SonarQube, 이전 이름: 소나/Sonar)는 20개 이상의 프로그래밍 언어에서 버그, 코드 스멜, 보안 취약점을 발견할 목적으로 정적 코드 분석으로 자동 리뷰를 수행하기 위한 지속적인 코드 품질 검사용 오픈 소스 플랫폼이다. 소나소스(SonarSource)가 개발하였다. 소나큐브는 중복 코드, 코딩 표준, 유닛 테스트, 코드 커버리지, 코드 복잡도, 주석, 버그 및 보안 취약점의 보고서를 제공한다.
소나큐브는 매트릭스 역사를 기록하고 점진 그래프를 제공한다. 소나큐브는 완전 자동화된 분석과 메이븐, 앤트, 그래들, MS빌드, 지속적 통합(CI) 도구(밤부, 젠킨스, 허드슨 등)와의 연동을 제공한다.

## 개요
소나큐브는 자바(안드로이드 포함), C 샤프, C (프로그래밍 언어), C++, 자바스크립트, 타입스크립트, 파이썬, Go (프로그래밍 언어), 스위프트 (프로그래밍 언어), 코볼, Apex, PHP, 코틀린 (프로그래밍 언어), 루비 (프로그래밍 언어), 스칼라 (프로그래밍 언어), HTML, CSS, ABAP, 플렉스, 오브젝티브-C, PL/I, PL/SQL, RPG, T-SQL, VB.NET, VB6, XML 프로그래밍 언어를 지원한다. 2021년 12월 기준으로 C, C++, Obj-C, 스위프트, ABAP, T-SQL, PL/SQL의 분석은 오직 상용 라이선스를 통해서만 제공된다.